# Publius Servilius Priscus
Publius Servilius Priscus († 463 v. Chr.) ist eine Gestalt der frühen Römischen Republik. Sie gilt als Konsul des Jahres 463 v. Chr. Amtskollege des Konsuls war Lucius Aebutius Helva. Spätere Geschichtsschreiber berichten, dass beide Konsuln noch während ihres Amtsjahres einer Seuche zum Opfer fielen. Als der Vater von Publius Servilius Priscus wird der Konsul Spurius Servilius Priscus angenommen.